# Lucio Cristoforo Scobar
Lucio Cristoforo Scobar, nato Lucio Cristóbal de Escobar (Niebla, 1460 – Siracusa, 1525), è stato un umanista e linguista italiano di origine spagnola. Fu anche un latinista, sicilianista, romanista, italianista, ispanista e lessicografo.

## Biografia
Andaluso di nascita, ma siciliano d'adozione.
In Spagna fu allievo di Antonio de Nebrija. Studiò quindi a Roma con l'umanista e rettore Giovanni Sulpizio da Veroli (Fra Johannes Sulpitius Verulanus) e poi a Messina.  Nel 1508 divenne cappellano di corte presso la corte aragonese del Regno di Sicilia a Palermo (e da allora fu chiamato Scobar). Negli anni fra il 1508 e il 1515, fu presente a Convicino e a Pietraperzia alla corte di Matteo Barresi.
Canonico prima di Agrigento nel 1515 e poi di Siracusa, a Lentini aprì una scuola di grammatica latina.
Scobar pubblicò nel 1519 un dizionario bilingue siciliano-latino e l'anno dopo un dizionario trilingue latino-spagnolo-siciliano. Quest'ultimo, stampato a Venezia, è considerato un capolavoro, secondo il giudizio di Max Pfister.
Dedicato al vescovo aretuseo Pedro de Urrea, riprende il Lexicon, il vocabolario latino-castigliano originariamente scritto da Antonio de Nebrija, completato con la lingua siciliana: distribuito su tre colonne, la prima colonna con il latino, al centro il siciliano, a destra la lingua spagnola.
A Scobar Siracusa deve la prima opera scritta in epoca moderna con lo scopo di descriverne la storia (egli infatti conosceva anche il greco, oltre al latino, e poté così consultare gli scritti degli antichi sui fatti siracusani) e il primo catalogo dei suoi vescovi. Morì a Siracusa tra il 1525 e il 1526.
A Palermo gli è dedicata una via.